# Pariato da Inglaterra
O Pariato da Inglaterra compreende todos os pariatos criados no Reino da Inglaterra antes do Tratado de União de 1707. Naquele ano, os pariatos da Inglaterra e da Escócia foram substituídos por um: o Pariato da Grã-Bretanha.
Até a passagem do Ato da Câmara dos Lordes de 1999, todos os pares do reino da Inglaterra poderiam fazer parte da Câmara dos Lordes. As séries do pariato inglês são Duque, Marquês, Conde, Visconde e Barão. Enquanto a maioria dos mais novos pariatos ingleses descende apenas através da linha masculina, muitos dos mais antigos (particularmente baronias mais velhas) podem descender através da linha feminina. Devido à lei de herança inglesa, no entanto, todas as filhas são co-herdeiras, portanto muitos dos mais velhos títulos do pariato inglês caíram em latência entre várias co-herdeiras.
Na tabela seguinte de pares ingleses, títulos mais altos ou equáveis em outros pariatos estão listados. Entretanto, cada par do reino está listado apenas por seu título mais elevado.

## Duques no Pariato da Inglaterra
| Título               | Data de Criação | Outros títulos                                                                    |
| -------------------- | --------------- | --------------------------------------------------------------------------------- |
| Duque da Cornualha   | 1337            | Duque de Rothesay no Pariato da Escócia.                                          |
| Duque de Lancaster   | 1362            |                                                                                   |
| Duque de Norfolk     | 1483            |                                                                                   |
| Duque de Somerset    | 1547            |                                                                                   |
| Duque de Richmond    | 1675            | Duque de Lennox no Pariato da Escócia; Duque de Gordon no Pariato do Reino Unido. |
| Duque de Grafton     | 1675            |                                                                                   |
| Duque de Beaufort    | 1682            |                                                                                   |
| Duque de St Albans   | 1684            |                                                                                   |
| Duque de Bedford     | 1694            |                                                                                   |
| Duque de Devonshire  | 1694            |                                                                                   |
| Duque de Marlborough | 1702            |                                                                                   |
| Duque de Rutland     | 1703            |                                                                                   |

## Marqueses no Pariato da Inglaterra
| Título                | Data de Criação | Outros títulos |
| --------------------- | --------------- | -------------- |
| Marquês de Winchester | 1551            |                |

## Condes no Pariato da Inglaterra
| Título                           | Data de Criação | Outros títulos                                                                     |
| -------------------------------- | --------------- | ---------------------------------------------------------------------------------- |
| Conde de Wessex                  | 1001, 1999      |                                                                                    |
| Conde de Shrewsbury              | 1442            | Conde Talbot no Pariato da Grã-Bretanha; Conde de Waterford no Pariato da Irlanda. |
| Conde de Derby                   | 1485            |                                                                                    |
| Conde de Huntingdon              | 1529            |                                                                                    |
| Conde de Pembroke e Montgomery   | 1551; 1605      |                                                                                    |
| Conde de Devon                   | 1553            |                                                                                    |
| Conde de Lincoln                 | 1572            |                                                                                    |
| Conde de Suffolk e Berkshire     | 1603; 1626      |                                                                                    |
| Conde de Exeter                  | 1605            | Marquês de Exeter no Pariato do Reino Unido.                                       |
| Conde de Salisbury               | 1605            | Marquês de Salisbury no Pariato da Grã-Bretanha.                                   |
| Conde de Northampton             | 1618            | Marquês de Northampton no Pariato do Reino Unido.                                  |
| Conde de Denbigh                 | 1622            | Conde de Desmond no Pariato da Irlanda.                                            |
| Conde de Clare                   | 1624            |                                                                                    |
| Conde de Westmorland             | 1624            |                                                                                    |
| Conde de Manchester              | 1626            | Duque de Manchester no Pariato da Grã-Bretanha.                                    |
| Conde de Lindsey e Abingdon      | 1626; 1682      |                                                                                    |
| Conde de Winchilsea e Nottingham | 1628; 1681      |                                                                                    |
| Conde de Sandwich                | 1660            |                                                                                    |
| Conde de Essex                   | 1661            |                                                                                    |
| Conde de Cardigan                | 1661            | Marquês de Ailesbury no Pariato do Reino Unido.                                    |
| Conde de Carlisle                | 1661            |                                                                                    |
| Conde de Doncaster               | 1663            | Duque de Buccleuch e Queensberry no Pariato da Escócia.                            |
| Conde de Shaftesbury             | 1672            |                                                                                    |
| Conde de Portland                | 1689            |                                                                                    |
| Conde de Scarbrough              | 1690            |                                                                                    |
| Conde de Albemarle               | 1697            |                                                                                    |
| Conde de Coventry                | 1697            |                                                                                    |
| Conde de Jersey                  | 1697            |                                                                                    |
| Conde de Cholmondeley            | 1706            | Marquês de Cholmondeley no Pariato do Reino Unido.                                 |

## Viscondes no Pariato da Inglaterra
| Título             | Data de Criação | Outros títulos                                |
| ------------------ | --------------- | --------------------------------------------- |
| Visconde Hereford  | 1550            |                                               |
| Visconde Townshend | 1682            | Marquês Townshend no Pariato da Grã-Bretanha. |
| Visconde Weymouth  | 1682            | Marquês de Bath no Pariato da Grã-Bretanha.   |

## Barões e Baronesas no Pariato da Inglaterra
| Título                                 | Data de Criação  | Outros títulos                                                                                 |
| -------------------------------------- | ---------------- | ---------------------------------------------------------------------------------------------- |
| Lorde de Ros                           | 1264             |                                                                                                |
| Lorde le Despencer                     | 1264             | Visconde Falmouth no Pariato da Grã-Bretanha.                                                  |
| Lorde Mowbray, Segrave e Stourton      | 1283; 1295; 1448 |                                                                                                |
| Lorde Hastings                         | 1295             |                                                                                                |
| Lorde FitzWalter                       | 1295             |                                                                                                |
| Lorde Clinton                          | 1299             |                                                                                                |
| Lorde De La Warr                       | 1299             | Conde De La Warr no Pariato da Grã-Bretanha.                                                   |
| Lorde de Clifford                      | 1299             |                                                                                                |
| Lorde Strange, Hungerford e de Moleyns | 1299; 1426; 1445 | Visconde St Davids no Pariato do Reino Unido.                                                  |
| Lorde Zouche                           | 1308             |                                                                                                |
| Baronesa Willoughby de Eresby          | 1313             |                                                                                                |
| Lorde Strabolgi                        | 1318             |                                                                                                |
| Baronesa Dacre                         | 1321             |                                                                                                |
| Baronesa Grey de Ruthyn                | 1324             |                                                                                                |
| Baronesa Darcy de Knayth               | 1331             |                                                                                                |
| Lorde Cromwell                         | 1375             |                                                                                                |
| Lorde Camoys                           | 1383             |                                                                                                |
| Lorde Grey de Codnor                   | 1397             |                                                                                                |
| Lorde Berkeley                         | 1421             | Lorde Gueterbock, vitalício no Pariato do Reino Unido.                                         |
| Lorde Latymer                          | 1432             |                                                                                                |
| Lorde Dudley                           | 1440             |                                                                                                |
| Lorde Hoo e Hastings                   | 1443             |                                                                                                |
| Lorde Saye e Sele                      | 1447             |                                                                                                |
| Baronesa Berners                       | 1455             |                                                                                                |
| Lorde Herbert                          | 1461             |                                                                                                |
| Lorde Willoughby de Broke              | 1491             |                                                                                                |
| Lorde Vaux de Harrowden                | 1523             |                                                                                                |
| Baronesa Braye                         | 1529             |                                                                                                |
| Lorde Windsor                          | 1529             | Conde de Plymouth no Pariato do Reino Unido.                                                   |
| Lorde Burgh                            | 1529             |                                                                                                |
| Lorde Wharton                          | 1544             |                                                                                                |
| Lorde Howard de Effingham              | 1554             | Conde de Effingham no Pariato do Reino Unido.                                                  |
| Lorde St John de Bletso                | 1559             |                                                                                                |
| Baronesa Howard de Walden              | 1597             |                                                                                                |
| Lorde Petre                            | 1603             |                                                                                                |
| Lorde Clifton                          | 1608             | Conde de Darnley no Pariato da Irlanda.                                                        |
| Lorde Dormer                           | 1615             |                                                                                                |
| Lorde Teynham                          | 1616             |                                                                                                |
| Lorde Brooke                           | 1621             | Conde Brooke e de Warwick no Pariato da Grã-Bretanha.                                          |
| Lorde Craven                           | 1626             | Conde de Craven no Pariato da Grã-Bretanha.                                                    |
| Lorde Strange                          | 1628             |                                                                                                |
| Lorde Stafford                         | 1640             |                                                                                                |
| Lorde Byron                            | 1643             |                                                                                                |
| Lorde Ward                             | 1644             | Conde de Dudley no Pariato do Reino Unido.                                                     |
| Lorde Lucas of Crudwell                | 1663             | Lorde Dingwall no Pariato da Escócia.                                                          |
| Baronesa Arlington                     | 1665             |                                                                                                |
| Lorde Clifford de Chudleigh            | 1672             |                                                                                                |
| Lorde Guilford                         | 1683             | Conde de Guilford no Pariato da Grã-Bretanha.                                                  |
| Lorde Waldegrave                       | 1683             | Conde Waldegrave no Pariato da Grã-Bretanha.                                                   |
| Lorde Barnard                          | 1698             |                                                                                                |
| Lorde Guernsey                         | 1703             | Conde de Aylesford no Pariato da Grã-Bretanha.                                                 |
| Lorde Gower                            | 1703             | Duque de Sutherland no Pariato do Reino Unido; Marquês de Stafford no Pariato da Grã-Bretanha. |
| Lorde Conway                           | 1703             | Marquês de Hertford no Pariato da Grã-Bretanha.                                                |
| Lorde Hervey                           | 1703             | Marquês de Bristol no Pariato do Reino Unido; Conde de Bristol no Pariato da Grã-Bretanha.     |